# Giovanni Battista Spínola
Giovanni Battista Spínola (6 de julio de 1681 - 20 de agosto de 1752) fue un cardenal italiano de la Iglesia católica.

## Biografía
Nació el 6 de junio de 1681. Al principio de su vida se desempeñó como gobernador en Benevento en 1711 y gobernador de Rimini desde 1717 hasta 1719. También se desempeñó en muchas otras posiciones administrativas de los Estados Pontificios. Fue ordenado sacerdote en 1728, y nombrado cardenal en 1733 por el papa Clemente XII, con el título de San Cesareo en Palatio.
Declarado Cardenal en 1733 por el Papa Clemente XII.
Giovanni Battista Spinola di San Luca nació en Génova en 1681, hijo de Francesco Maria Spinola, Senador de la República de Génova, y de Maria Negrone di Ambrogio, hermana del Cardenal Giovanfrancesco Negrone.
Fue nombrado cameriere segreto di Sua Santità en 1707 y governatore di Benevento en 1712, luego orador de la Congregazione della Consulta y auditor del Camerlengo de la Santa Romana Chiesa 1717. En 1719 fue governatore di Rimini, luego vice-legato a Ravenna y chierico della Camera Apostolica (1722),governatore di Castelnuovo (1723) y, finalmente, Segretario della Congregazione della Consulta(1724).
A pesar de estos prestigiosos cargos, no recibió las órdenes sagradas hasta el 15 de febrero de 1728, conferidas por el Papa Benedetto XIII, quien le nombró governatore di Roma y vice-camerlengo di Santa Romana Chiesa el 30 de mayo de 1728.
Fue governatore di Roma hasta que fue creado cardenal en el consistorio del 28 de septiembre de 1733 por el papa Clemente XII, que le concedió el diaconia di San Cesario in Palatio. En 1741 fue nombrado prefetto della Congregazione de la immunità ecclesiastica. El 23 de septiembre de 1743 optó por el título de Santa Maria degli Angeli. El 17 de enero de 1746 se convirtió en Camerlengo del Collegio Cardinalizio.
El 15 de noviembre de 1751 optó por el orden de los obispos y la sede suburbicaria de Albano, por lo que fue consagrado obispo de papa Benedetto XIV el 9 de abril de 1752 en la Cappella Paolina del Quirinale.
Murió en Albano el 20 de agosto de 1752 y fue sepultado en la Cappella Negrone de la Chiesa del Gesù en Roma.
También existe descendientes en Portugal como Batista spinola caballeros cruzados de la nobleza italo-española residenciados en la isla de Madeira en una gran extensión de terreno  otorgada por el rey de Portugal el cual por méritos se le fue dado el título de Conde de Porto da Cruz, y el parcelamiento denominado Terra Batista. En los años 1.950 se le construyó en dichas tierras una estatua del Conde Giovanni Batista y una calle lleva su nombre. Micer Eliano Batista spinola inicio su gran descendencia en las tierras de Portugal y posteriormente otra parte de sus descendientes emigraron por toda Europa.